# Gerold Wucherpfennig

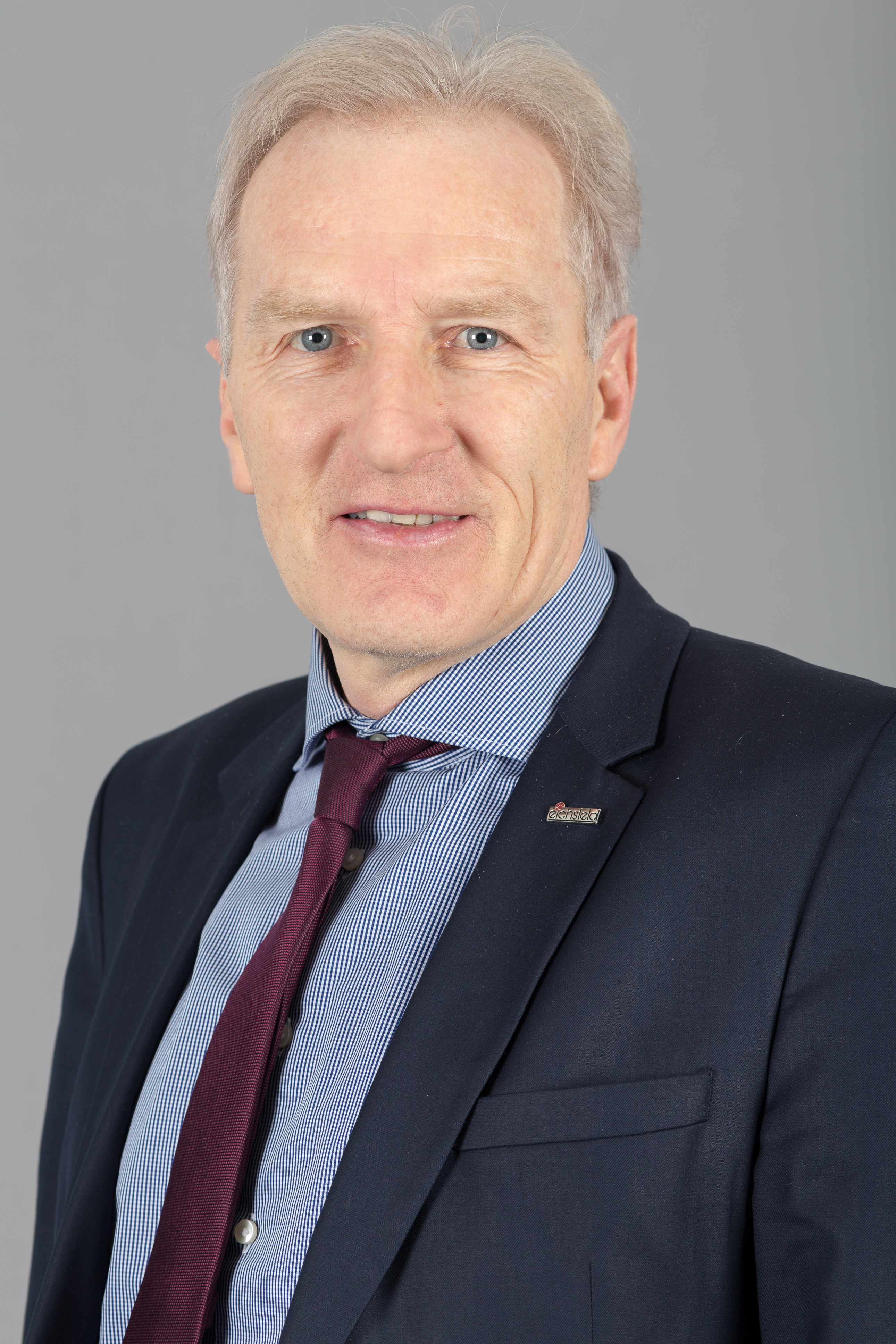
Gerold Wucherpfennig 2016

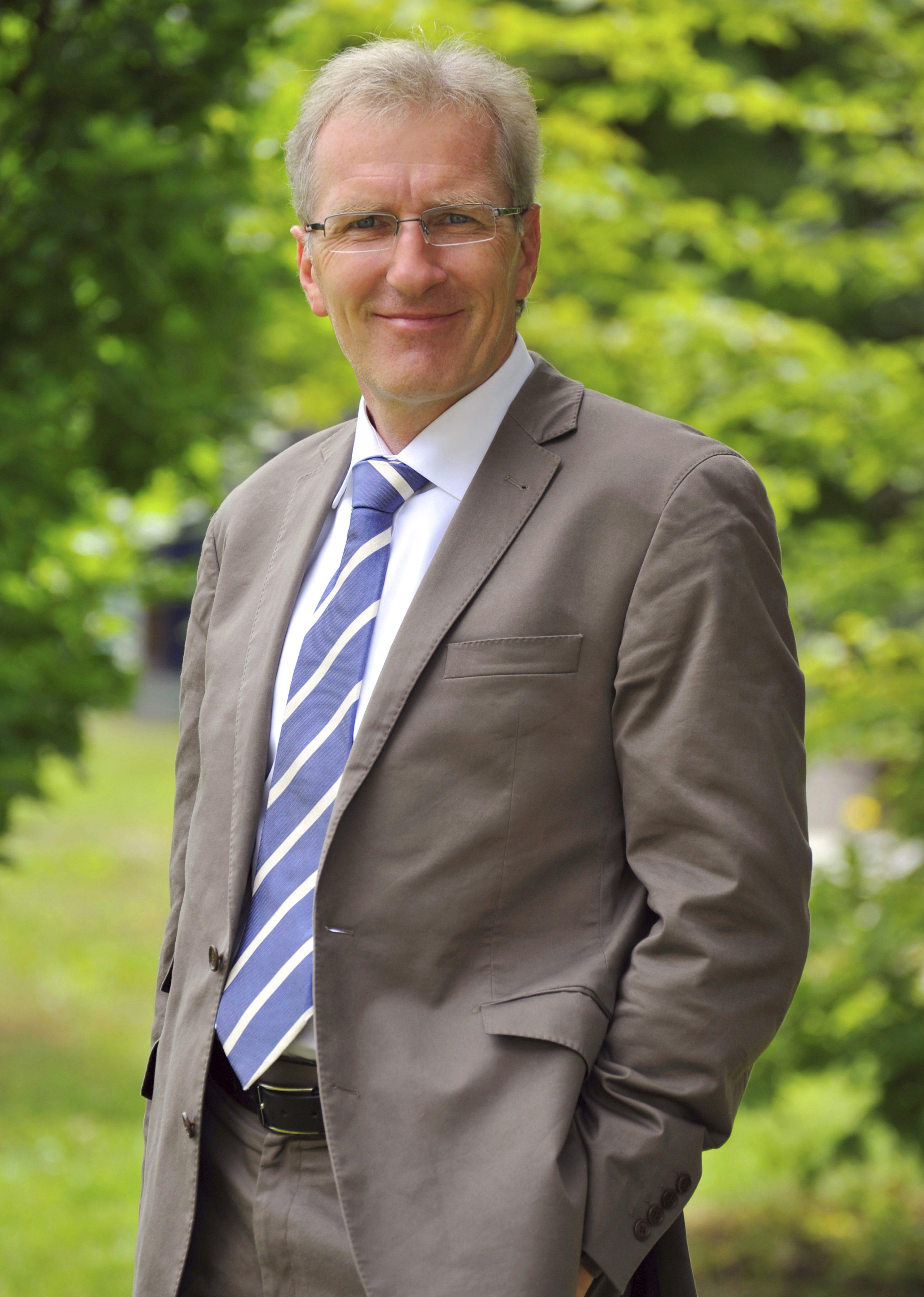
Gerold Wucherpfennig 2010

Gerold Wucherpfennig (* 23. September 1957 in Seulingen) ist ein deutscher Politiker (CDU). Er war von Mai 2008 bis November 2009 Thüringer Minister für Bau, Landesentwicklung und Medien und zeitgleich Vorsitzender der Verkehrsministerkonferenz der Bundesländer.

## Werdegang
Von 1978 bis 1985 studierte Wucherpfennig Architektur, Stadt- und Landschaftsplanung an der Universität Kassel. Anschließend arbeitete er im Amt für Landschaftspflege, Naturschutz und Landwirtschaft des Landkreises Göttingen, seit 1987 als stellvertretender Amtsleiter. 1989 wurde er Leiter des Amtes für Regionalplanung und Städtebau, anschließend war er von 1991 bis 1993 Leiter des Bau- und Umweltdezernats im Landkreis Worbis.
Von 1993 bis 1999 übernahm Wucherpfennig verschiedene Aufgabenbereiche im Thüringer Kultusministerium.  Bis 1998 war er Referatsleiter für Bau- und Liegenschaftsangelegenheiten, Raumordnung und Landesplanung, von 1996 bis 1998 stellv. Leiter der Zentralabteilung und von 1998 bis 1999 Leiter des Ministerbüros.
Ehrenamtlich tätig ist er als Lehrbeauftragter an der Hochschule für Angewandte Wissenschaft und Kunst in Göttingen sowie seit 2012 an der Fakultät Landschaftsarchitektur, Gartenbau und Forst der Fachhochschule Erfurt. Weiterhin umfasste seine Tätigkeit als Lehrbeauftragter auch eine kurzzeitige Beschäftigung an der Hochschule Nordhausen, wo er ein Modul namens EU-Politiken und deren Bedeutung für die Öffentliche Verwaltung lehrte.
Wucherpfennig ist verheiratet, hat drei Kinder und gehört der römisch-katholischen Kirche an.

## Politik
Wucherpfennig ist seit 1997 Mitglied der CDU. Von 1999 bis 2003 wurde ihm das Amt des Geschäftsführers der CDU-Fraktion im Thüringer Landtag übertragen. Am 10. Juni 2003 wurde er unter dem neuen Thüringer Ministerpräsidenten Dieter Althaus Staatssekretär und Chef der Thüringer Staatskanzlei, seit 8. Juli 2004 war er in dieser Funktion Thüringer Minister für Bundes- und Europaangelegenheiten.
Im Rahmen einer Kabinettsumbildung, die am 23. April 2008 angekündigt wurde, wechselte Wucherpfennig zum 8. Mai 2008 als Nachfolger Andreas Trautvetters ins Thüringer Ministerium für Bau und Verkehr, das gleichzeitig in „Thüringer Ministerium für Bau, Landesentwicklung und Medien“ umbenannt wurde.
In der Landtagswahl 2009 wurde Wucherpfennig per Direktmandat des Wahlkreises Kyffhäuserkreis I in den Thüringer Landtag gewählt, 2014 gewann er das Direktmandat im Wahlkreis Eichsfeld I. Nach dem Rücktritt von Ministerpräsident Althaus und der Bildung der Koalition mit der SPD wurde er im Kabinett Lieberknecht nicht erneut als Minister berücksichtigt. Im Februar 2011 wurde Wucherpfennig zum Geschäftsführer der Eichsfelder Wirtschaftsbetriebe (EEW) mit Sitz in Duderstadt gewählt; er sollte diesen Posten im März 2012 übernehmen und kündigte damit seinen Rückzug aus der Politik an. Eine Woche später erklärte er jedoch seinen Verzicht auf den Posten; unter anderem im Zusammenhang mit einer anonymen Anzeige wegen eines Steuervergehens, die vor der Landtagswahl 2009 gegen ihn gestellt worden war.
2009 ist Wucherpfennig als Mitglied des Thüringer Landtags Vorsitzender des Ausschusses für Wirtschaft und Wissenschaft sowie ab 2012 Medienpolitischer Sprecher der CDU-Fraktion. Er ist seit 2009 Kuratoriumsmitglied der Stiftung für Technologie, Innovation und Forschung Thüringen (STIFT). Als Landtagsabgeordneter war Wucherpfennig von 2012 bis 2014 Mitglied im Verwaltungsrat von ThüringenForst und ist Versammlungsmitglied der Thüringer Landesmedienanstalt. Ab 2012 war er Mitglied im Ausschuss für Europa, Kultur und Medien, ab 2015 Beiratsmitglied bei der Landesentwicklungsgesellschaft und der Gesellschaft für Arbeit und Wirtschaftsförderung und ab 2016 Mitglied der Landessportkonferenz. Zudem ist er Vorsitzender des Ausschusses für Wirtschaft und Wissenschaft im Thüringer Landtag. Zur Landtagswahl 2019 trat er nicht mehr an und schied aus dem Thüringer Landtag aus.

## Ehrenamtliche Tätigkeit
Wucherpfennig ist seit 2005 Vorsitzender des Heimat- und Verkehrsverbandes Eichsfeld (HVE), seit 2013 des Heimatvereins Goldene Mark und seit 2014 im Vorstand des Vereins für Eichsfeldische Heimatkunde. Anlässlich seines 60. Geburtstages wurde er mit der Eichsfeldplakette als höchster Auszeichnung des HVE Eichsfeld Touristik für Persönlichkeiten, die sich um das Eichsfeld verdient gemacht haben, geehrt.